# Marine bolivienne
Il existe une Marine bolivienne (en espagnol, Armada Boliviana), bien que le pays ait perdu son accès à la mer pendant la guerre du Pacifique en 1879. La Bolivie a de grandes rivières affluentes de l'Amazone qui sont patrouillées par cette marine fluviale pour lutter contre le trafic, de drogues ou autres et un accès au bassin de la Plata via Puerto Busch sur le Río Paraguay. Il y a aussi une présence navale bolivienne sur le lac Titicaca, le plus haut lac navigable au monde, lac partagé en son milieu par la frontière péruvienne.
La marine bolivienne prend part à de nombreuses parades et fêtes, dont le Jour de la mer (el Dia del Mar en espagnol), jour par lequel la Bolivie, chaque année, demande à récupérer les côtes perdues pendant la guerre du Pacifique.

## Organisation

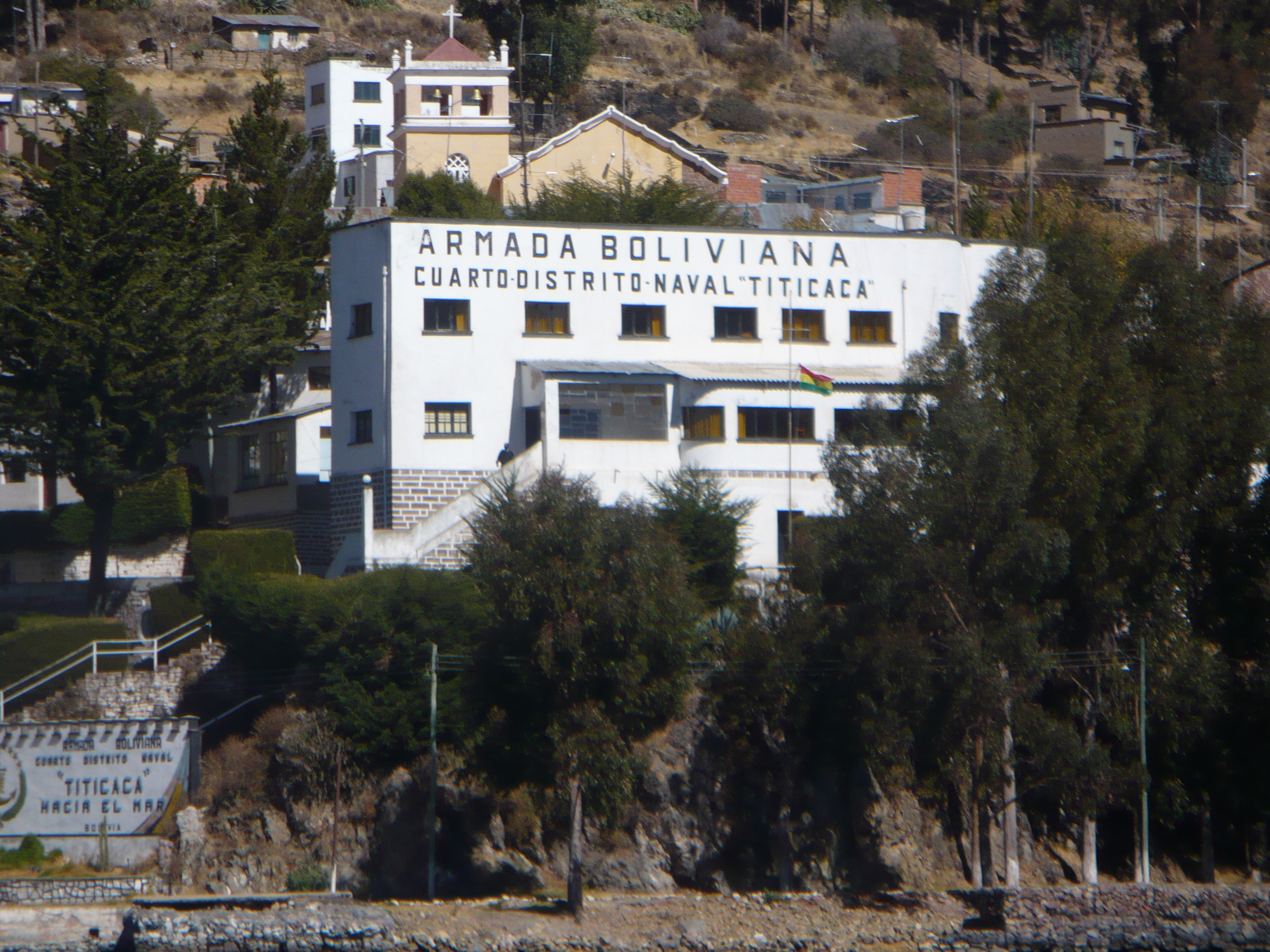
Marine bolivienne sur le lac Titicaca

En 1989, la Marine bolivienne comptait 3 800 personnes, dont 2 000 soldats dans l'infanterie et l'infanterie de marine. En 2008, les effectifs sont environ de 5 000 personnes.
Elle est organisée en six régions militaires de premier rang (distritos navales) et trois autres de second rang (areas navales) :
- primer distrito naval Beni basé à Riberalta ;
- segundo distrito naval Mamoré basé à Trinidad ;
- tercer distrito naval Madera basé à Guayaramerín ;
- quarto distrito naval Titicaca basé à San Pedro de Tiquina ;
- quinto distrito naval Santa Cruz de la Sierra basé à Puerto Quijarro ;
- sexto distrito naval Cobija basé à Cobija ;

- area naval Cochabamba basé à Puerto Villaroel ;
- area naval Santa Cruz basé à Santa Cruz de la Sierra ;
- area naval Bermejo basé à Bermejo.

## Composition
La marine bolivienne [Quand ?] est composée de 173 navires répartis ainsi :
- 91 navires de patrouille fluviale de capacité de trois hommes
- 37 navires de soutien logistique
- 44 transports fluviaux

La majorité des navires servent aux patrouilles fluviales, dont un bateau de 20 mètres de long, le Santa Cruz de la Sierra. La Bolivie a également un navire de haute mer, le Libertador Simón Bolívar (navire acheté au Venezuela où il se nommait le Barquisimeto), ancré à Rosario en Argentine sur le fleuve Paraná. 

### Aviation
Deux aéronefs, utilisés par l'état-major, font partie de la marine bolivienne en 2006.
| Avion                 | Origine    | Type       | Version | En service | Notes |
| --------------------- | ---------- | ---------- | ------- | ---------- | ----- |
| Cessna 206 Stationair | États-Unis | Utilitaire | 206G    | Oui        |       |
| Cessna 402            | États-Unis | Utilitaire | 402C    | Oui        |       |

## Galerie photographique

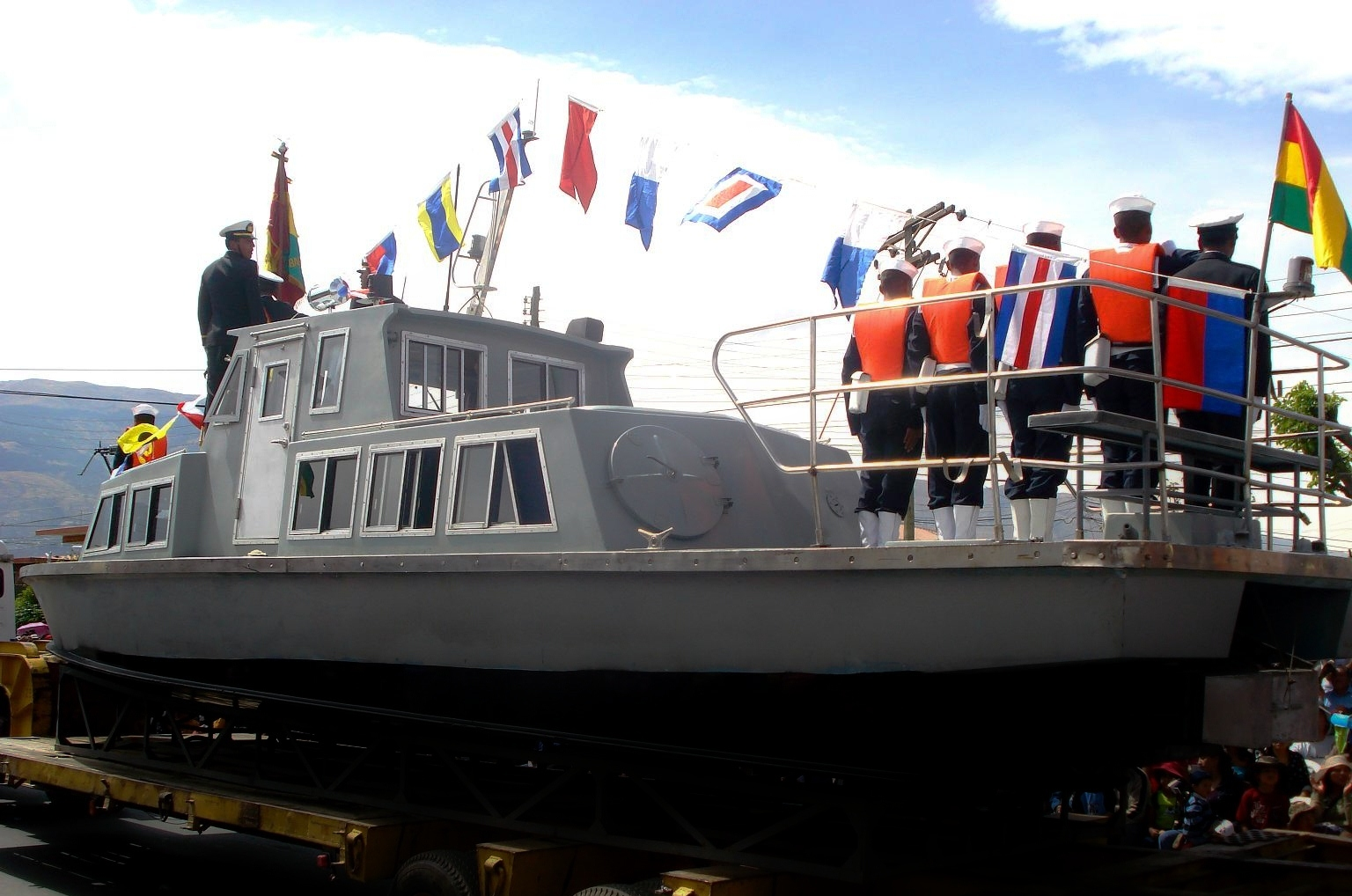
Patrouilleur à bord d'un camion lors d'un défilé le 7 août 2008
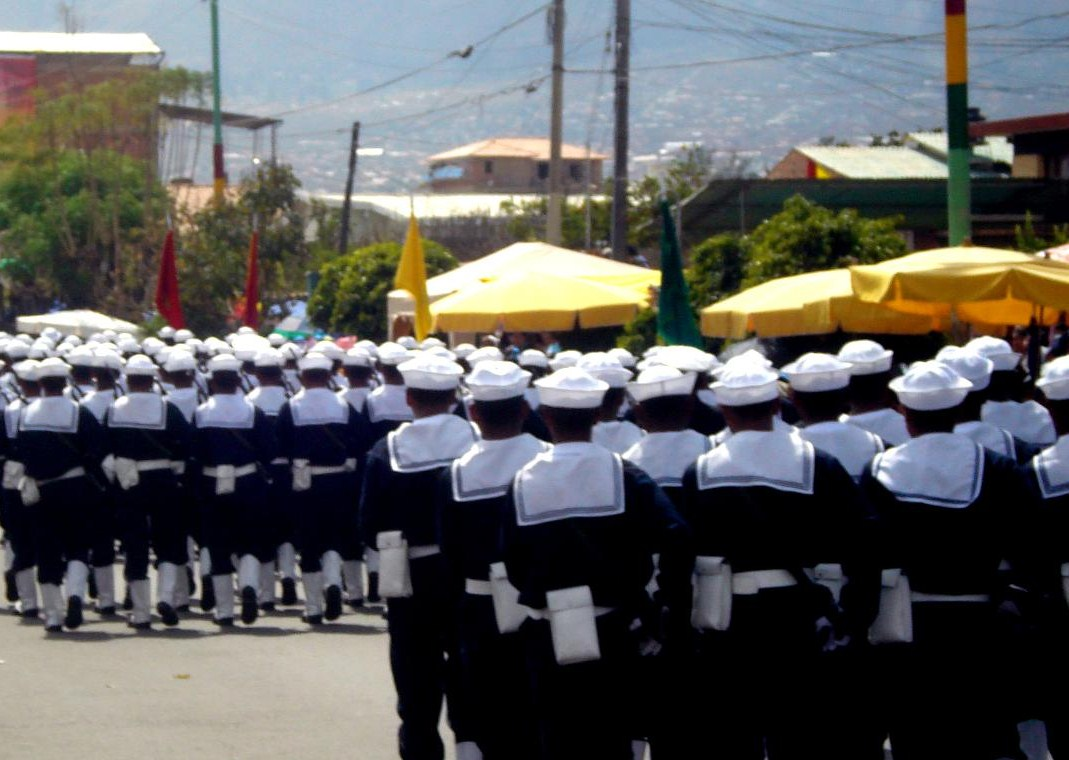
Marins boliviens lors du même défilé
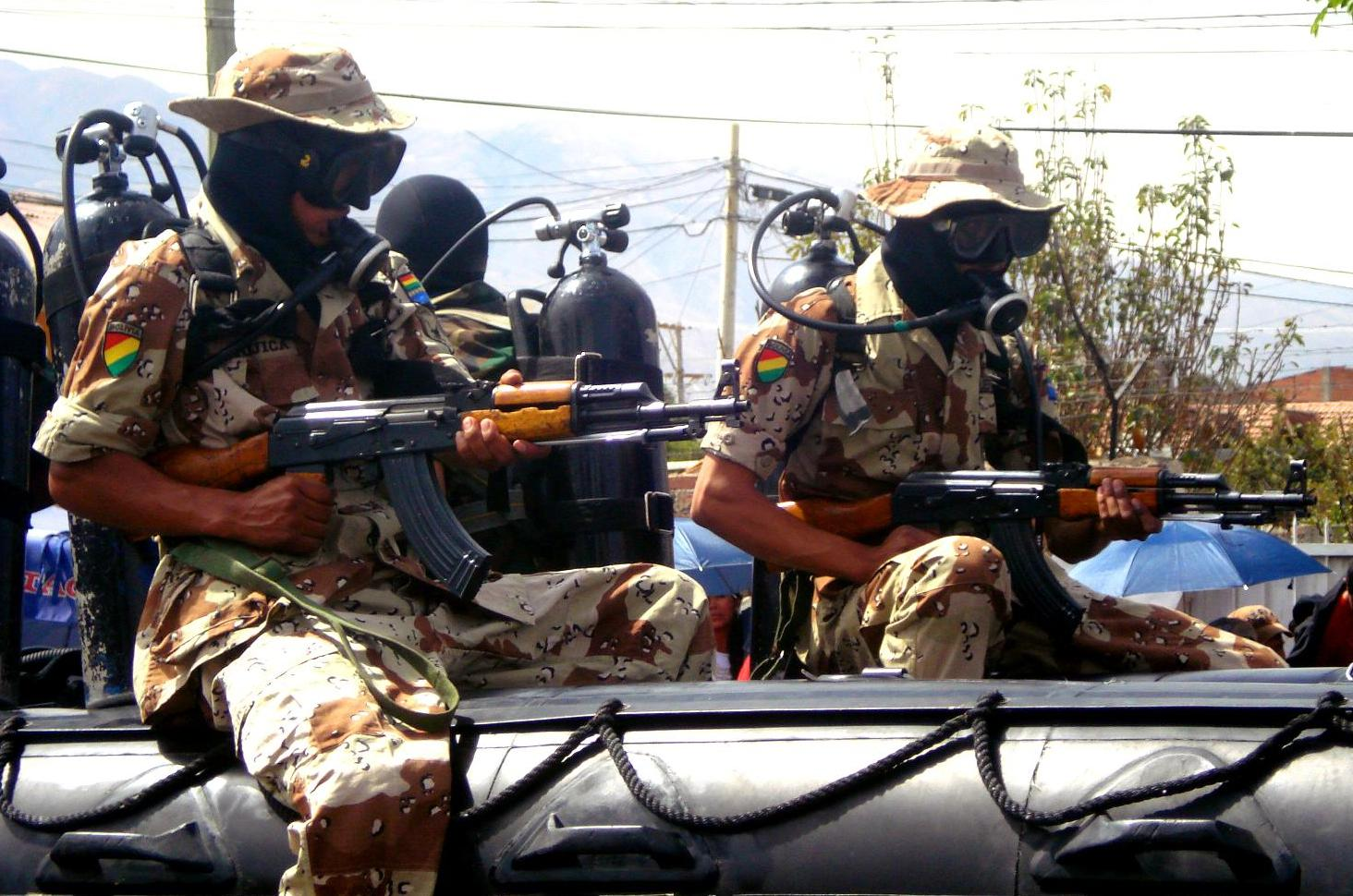
Infanterie de marine bolivien armés de fusil chinois Type 56 durant la même occasion.
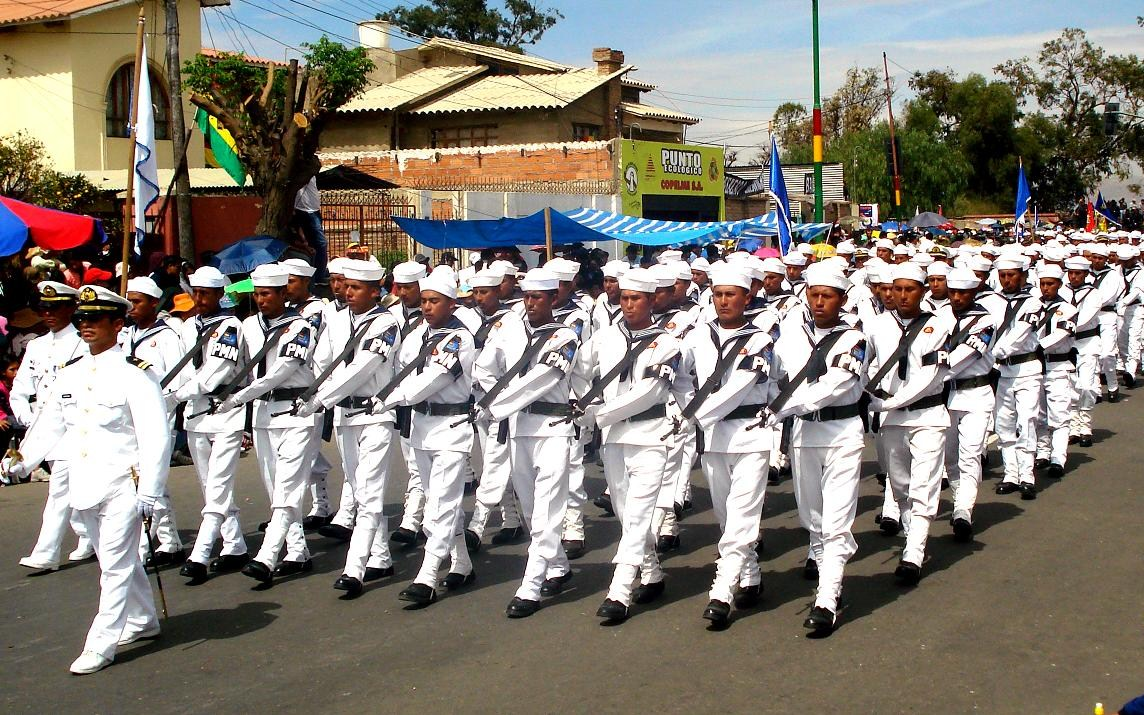
Police militaire navale bolivienne durant le défilé de 2008.